# Gammel Vor Frue Kirke

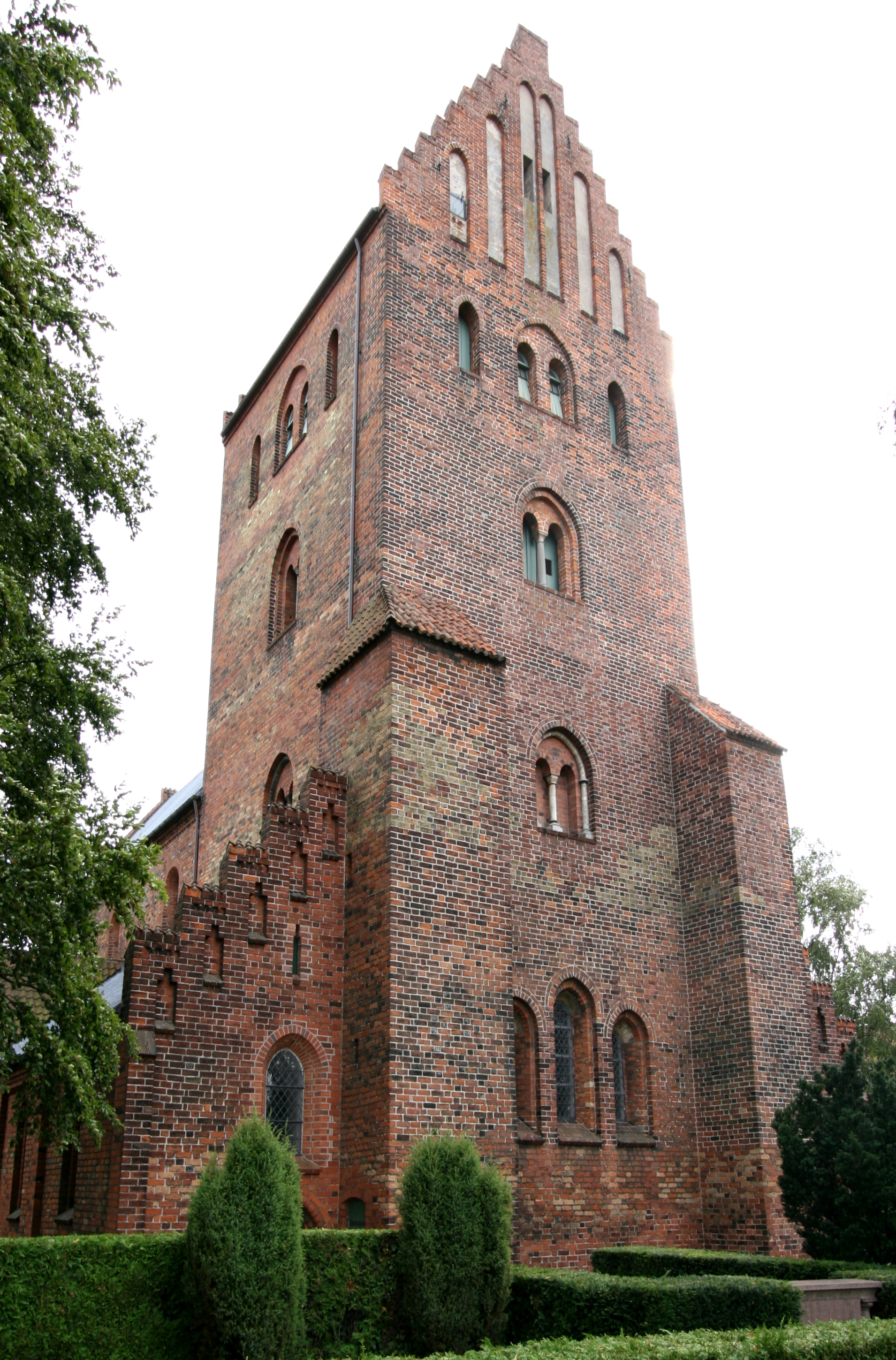
Kyrkans torn

Gammel Vor Frue Kirke (svenska: Gamla Vårfrukyrkan) är en kyrka i Roskilde domkyrkoförsamling (danska: Roskilde Domsogn) i Roskilde i Danmark som tillhör Roskilde stift i den danska folkkyrkan. Den ligger vid Fruegade 2 i Roskilde och dominerar vid sidan av Roskilde domkyrka stadsbilden. Kyrkan byggdes omkring år 1080.

## Historik
Enligt Saxo Grammaticus byggdes den åt Vår Fru invigda kyrkan av Svend Nordmand som var biskop i Roskilde 1073 till 1088. Omkring 1160 inrättades ett kloster för benediktinernunnorna i anslutning till kyrkan. Det överfördes emellertid till cistercienserna i slutet av 1100-talet. År 1177 lät biskop Absalon det lokalt hyllade helgonet Margrethe af Højelse begravas i kyrkan. Som ett resultat berikades den av de många pilgrimer som lockades att besöka den. Klostret överlevde reformationen, och var 1563 fortfarande hem för nunnor. Klostret revs troligen i början av 1570-talet men kyrkan, förutom koret som möjligen förstördes av brand 1599, förblev intakt.
Under Christian III (regent till 1559) blev den församlingskyrka för Kamstrup, Tjæreby, Skalstrup, Darup och Hastrup. Sedan 1907 då en ny Vår Fru kyrka byggdes söder om Roskilde har kyrkan sällan använts för gudstjänster.

## Beskrivning
Kyrkan ligger i den södra delen av den gamla staden Roskilde, cirka 700 m från katedralen. Kyrkan är huvudsakligen uppbyggd av travertinkalksten och medeltida tegel (munkesten) och består av ett romanskt långhus och norra mittskeppet och en senromansk utbyggnad i väster med ett gotiskt torn. Kyrkan genomgick många om- och tillbyggnader under medeltiden. Södra gången byggdes helt om 1887. Vår Fru kyrka är Själlands enda bevarade travertinbasilika, det vill säga en med ett högt centralskepp som vetter mot sidogångar. Det nuvarande utseendet är resultatet av restaureringsarbete på 1850-talet.

## Interiör
Kyrkan var ursprungligen dekorerad med fresker och spår av dessa upptäcktes 1865. Dagens utsmyckning av valven är ett verk av Jacob Kornerup, baserat på hans tolkning av de tidigare freskerna. Den snidade altartavlan från omkring 1620, troligen verk i Brix Michgells verkstad, liknar dem i Sonnerup och Gadstrup. På samma sätt är den snidade predikstolen med dateringen 1623 verk av samma verkstad.

## Kyrkogården
Kända personer begravda vid kyrkan är
- Jørgen Beck (1814–1991), skådespelare
- Niels Bernhart (1845–2008), kompositör, pianist och dirigent
- Sofie Holten (1858–1930), målare

## Galleri

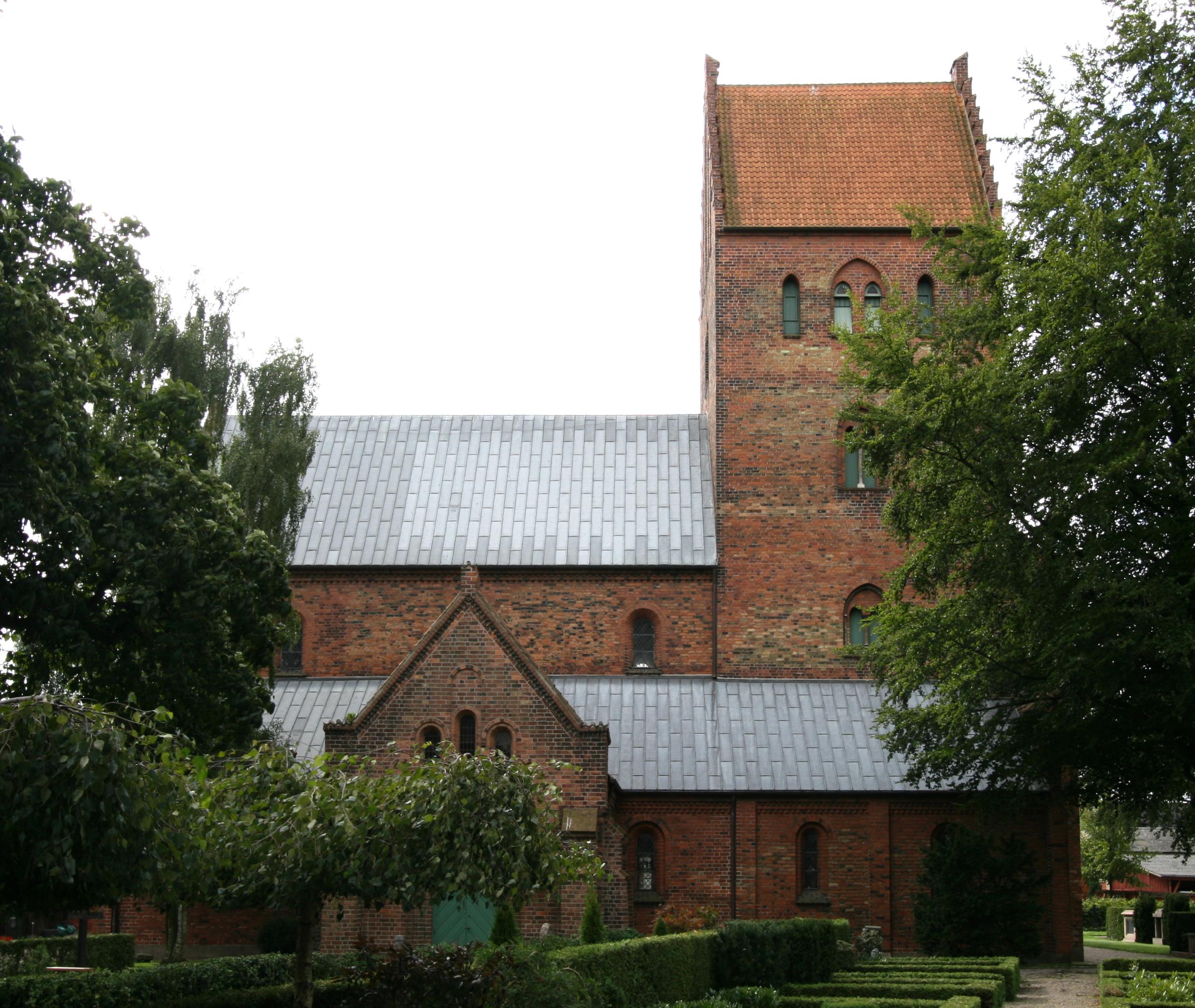
Kyrkan från norr
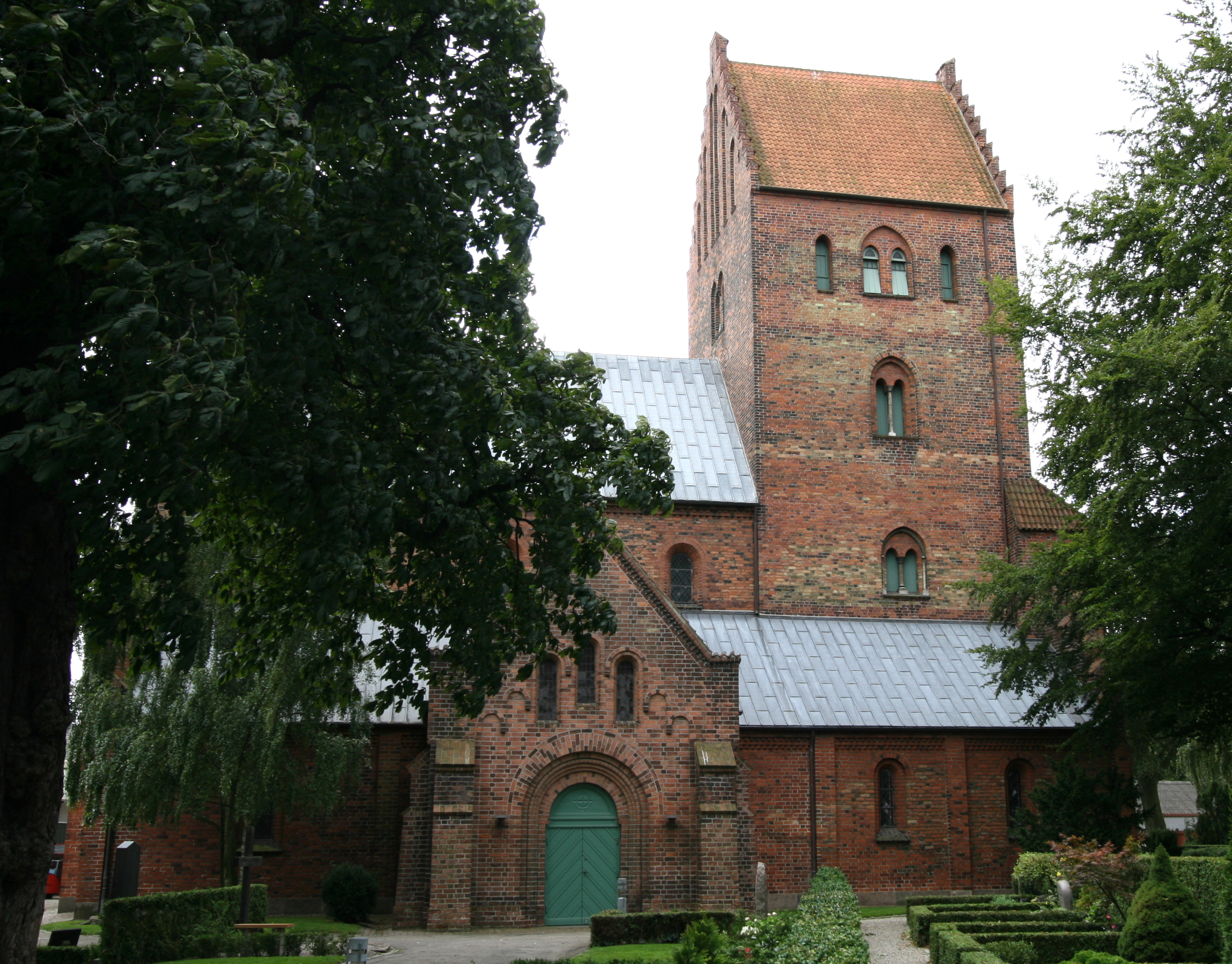
Kyrkan på närmare avstånd
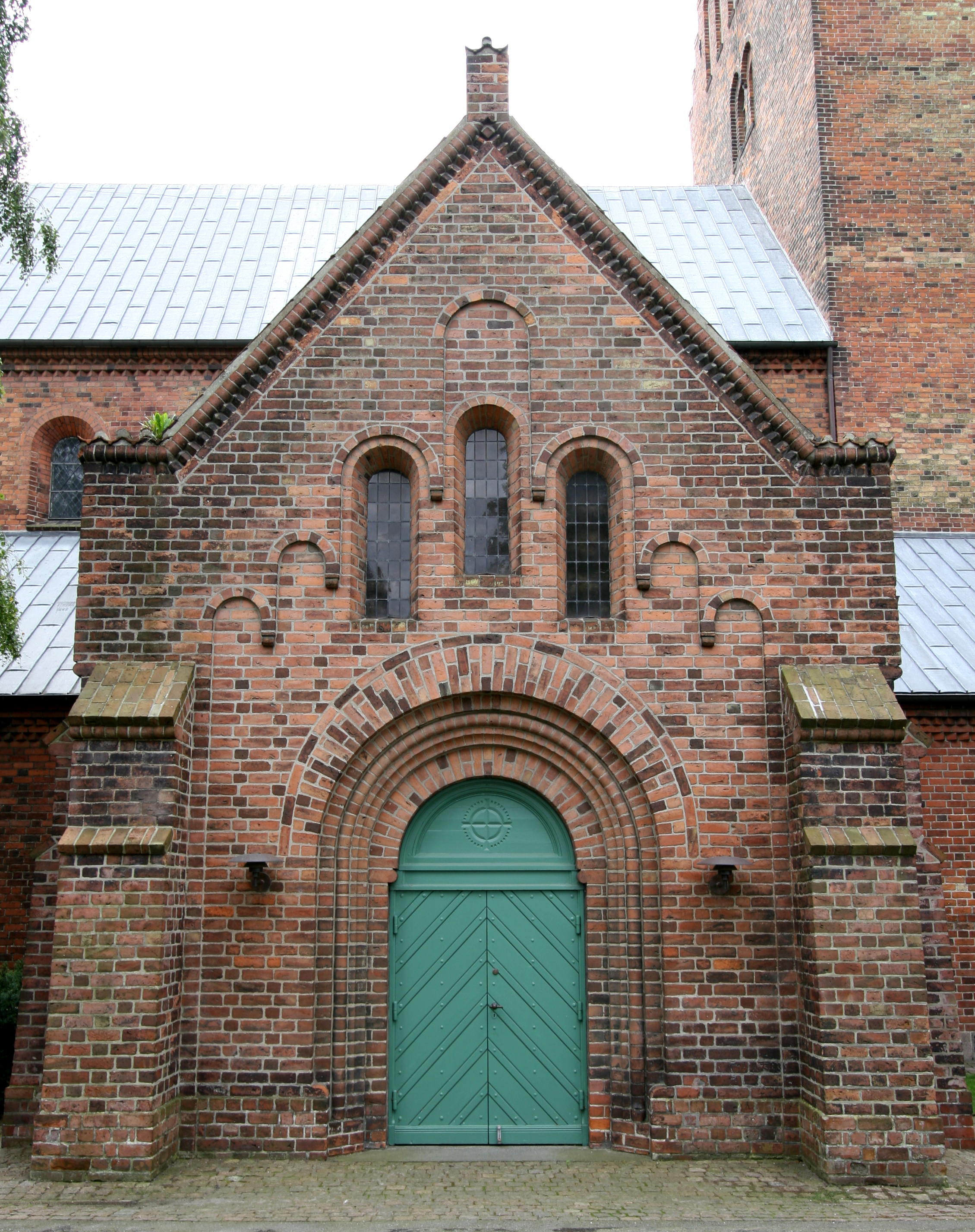
Ingången i norr